# Новопичугово
Новопичугово (рос. Новопичугово) — село у Ординському районі Новосибірської області Російської Федерації.
Входить до складу муніципального утворення Новопичуговська сільрада. Населення становить 991 особа (2017).

## Історія
Згідно із законом від 2 червня 2004 року органом місцевого самоврядування є Новопичуговська сільрада.

## Населення
| 2002 | 2007  | 2010  | 2012  | 2013  | 2014  | 2015 |
| ---- | ----- | ----- | ----- | ----- | ----- | ---- |
| 1123 | ↗1195 | ↘1006 | ↗1041 | ↘1018 | ↗1020 | ↘998 |
| 2016 | 2017  |       |       |       |       |      |
| ↘979 | ↗991  |       |       |       |       |      |